# Октябрський район (Калмикія)
Октябрський район (рос. Октябрьский район) — адміністративна одиниця Республіки Калмикія Російської Федерації.
Адміністративний центр — селище Большой Царин (калм. Ик Царң).

## Адміністративний поділ
До складу району входять 7 сільських поселень:
1. Большецаринське — центр селище Большой Царин
2. Восходовське — центр селище Восход. Об'єднує селища Восход і Шарлджин
3. Джангарське — центр селище Джангар
4. Іджильське — центр селище Іджил. Об'єднує селища Іджил і Сєверний
5. Мірненське  — центр селище Мірний. Об'єднує селища Мірний і Дружний
6. Хошеутовське — центр селище Хошеут. Об'єднує селища Хошеут і Октябрський
7. Цаган-Нурське — центр селище Цаган-Нур. Об'єднує селища Босхачі, Ліджин Худук, Цаган-Нур і Чарлакта